# Miyoshi (Hiroshima)
Miyoshi è una città giapponese della prefettura di Hiroshima.

## Amministrazione

### Gemellaggi
- Hyderabad